# UNIFFAC Cup
Der UNIFFAC Cup (deutsch Zentralafrikameisterschaft) war ein Fußballwettbewerb für die Nationalmannschaften der acht Länder Zentralafrikas (Äquatorialguinea, DR Kongo, Gabun, Kamerun, Republik Kongo, São Tomé und Príncipe, Tschad und die Zentralafrikanische Republik), der 1999 zum bisher einzigen Mal ausgetragen und von der UNIFFAC organisiert wurde. Er ist nicht zu verwechseln mit dem CEMAC Cup für die sechs Länder der CEMAC, der die DR Kongo und São Tomé und Príncipe nicht angehören. Mangels Interesse wurde der Wettbewerb seither nicht mehr ausgespielt. Allerdings fanden seit 2008 drei Turniere als Nachwuchswettbewerb für U-17 Mannschaften statt.

## Die Turniere im Überblick
| Jahr                                                                   | Gastgeber          | Finale | Finale     | Finale                       | Spiel um Platz drei | Spiel um Platz drei | Spiel um Platz drei |
| Jahr                                                                   | Gastgeber          | Sieger | Ergebnis   | 2. Platz                     | 3. Platz            | Ergebnis            | 4. Platz            |
| ---------------------------------------------------------------------- | ------------------ | ------ | ---------- | ---------------------------- | ------------------- | ------------------- | ------------------- |
| 1999 Details                                                           | Libreville (Gabun) | Gabun  | Ligasystem | Zentralafrikanische Republik | Tschad              | Ligasystem          | Republik Kongo      |
| seit 2008 bisher dreimal als Turnier für U-17 Mannschaften ausgetragen |                    |        |            |                              |                     |                     |                     |